# Keperboog

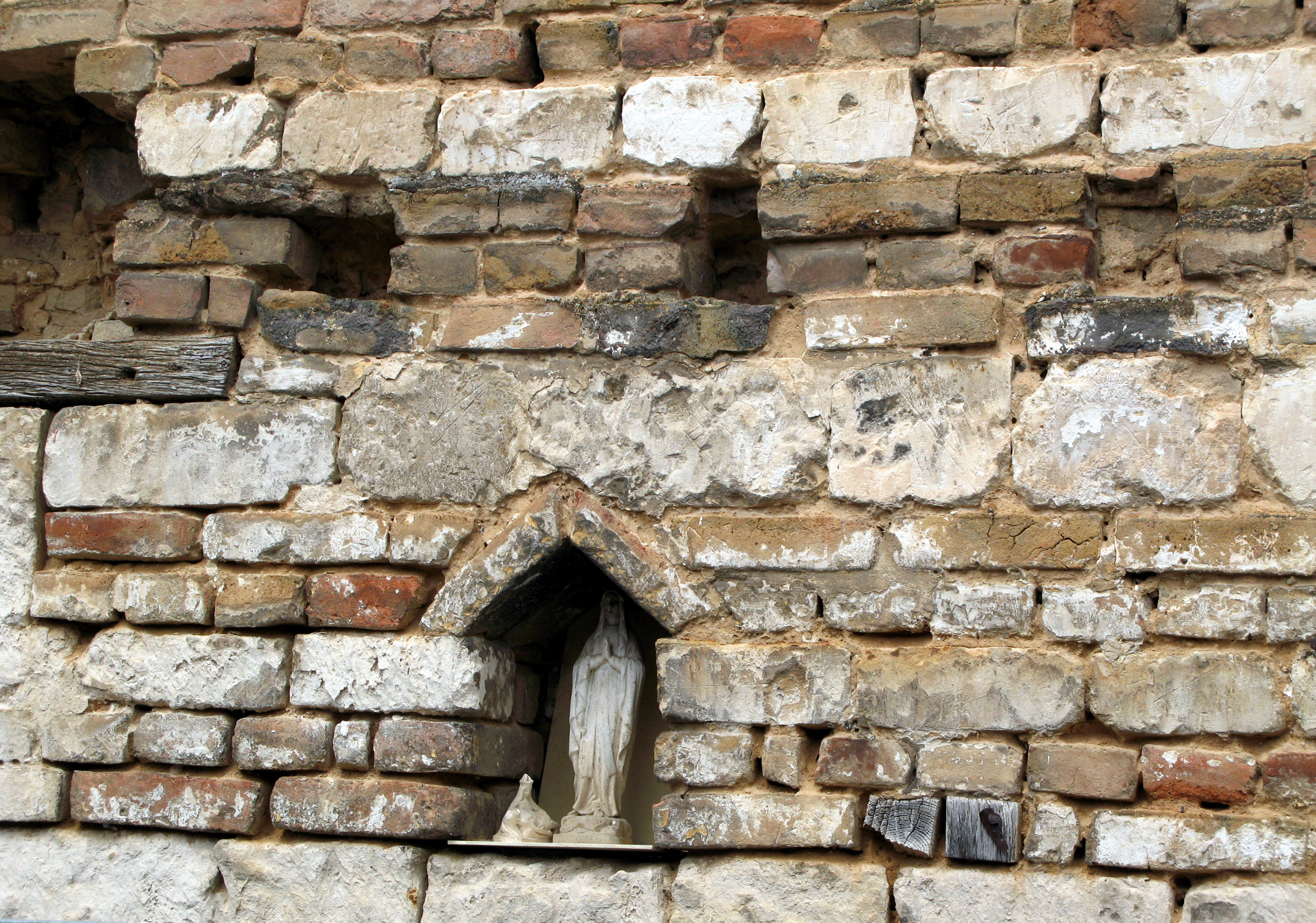
Kleine keperboog boven een nis met heiligenbeeld, in het Picardische Picquigny

Een keperboog of mijterboog is een boog of overwelving in gelijkbenige driehoeksvorm, zoals de heraldische keper. Bij een keperboog bestaan de schuine zijden soms uit één steen, dit in tegenstelling tot andere bogen. De overspanning is dan klein.
Deze overspanning werd gebruikt voor kleine ramen en nissen, in de Middeleeuwen werd ze toegepast als kaarsnis.
In de expressionistische baksteenarchitectuur wordt de keperboog ook vaak toegepast, bijvoorbeeld in het werk van Dom Bellot.

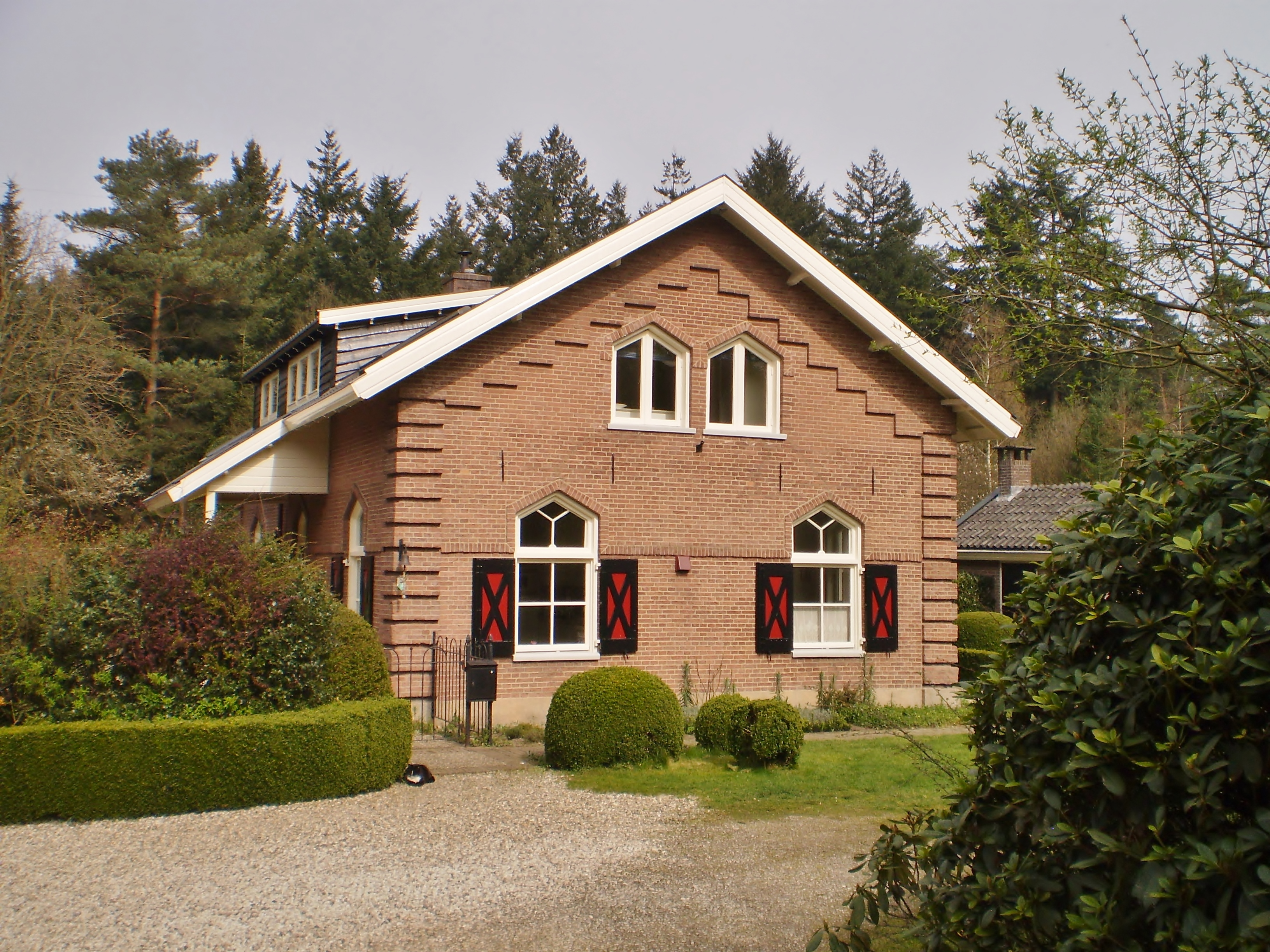
Keperbogen bij De Bergeend, tweede helft 19e eeuw, verbouwd na 1945

## Etymologie
Etymologisch is het woord keper afkomstig van het Latijnse caper, dat 'bok' betekent, zowel in de zin van het dier als het werktuig. Als zodanig is het vergelijkbaar met de chevron, die dezelfde vorm heeft en via het Frans van hetzelfde woord afstamt. Het woord keper is oorspronkelijk in de Nederlandse taal gekomen als bouwkundige term voor een schuingeplaatste balk in een dakconstructie (zie keper (dak)). Het woord keper wordt nog in de Nederlandse taal gebruikt in de uitdrukking: "Op de keper beschouwd", wat zoveel betekent als: "heel nauwkeurig bekeken". Keper verwijst hier naar het visgraatmotief in een geweven stof.

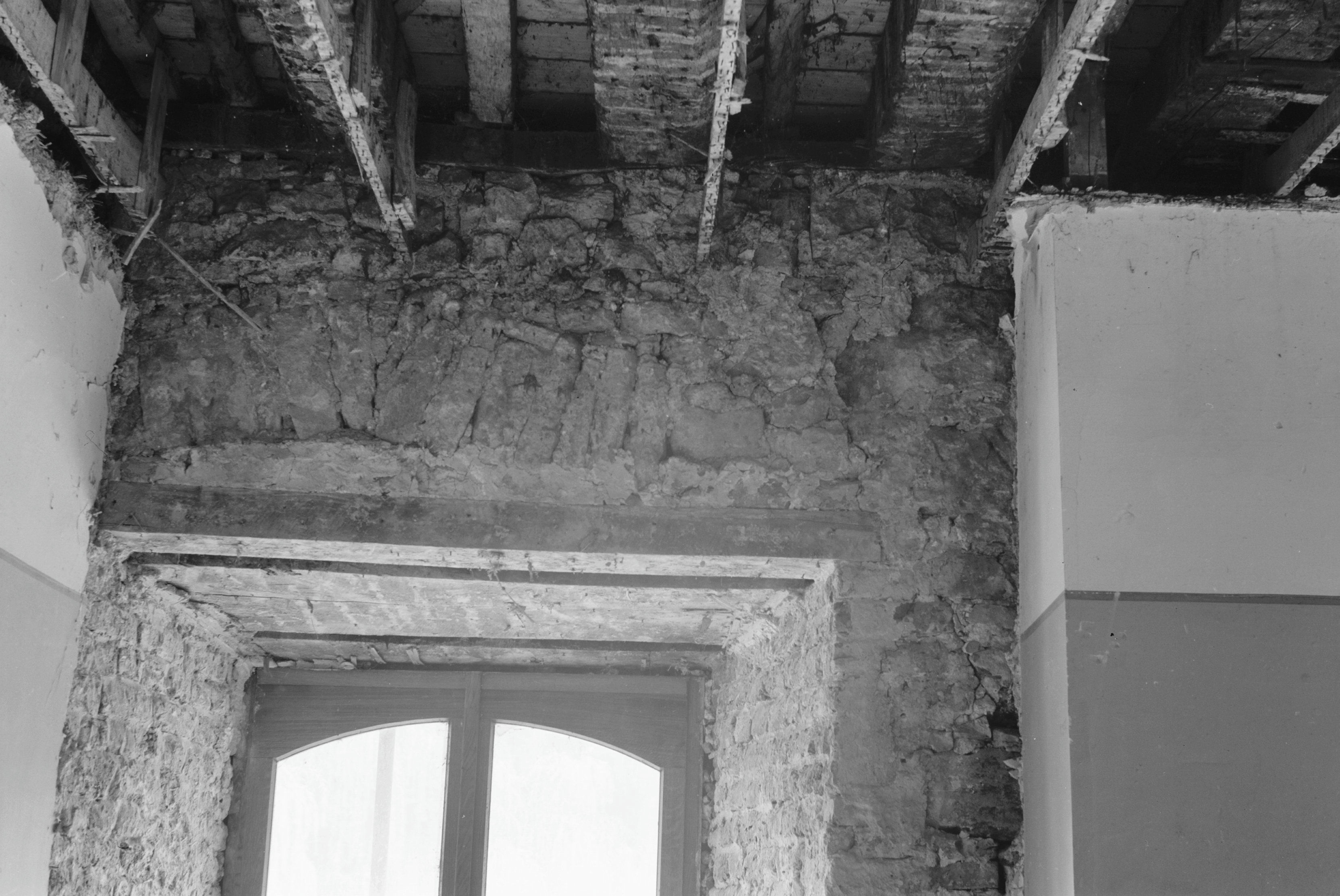
18e-eeuwse rollaag in kepervorm, waar later een vlakke bovendorpel onder is gezet. Kasteel Erenstein, Kerkrade.

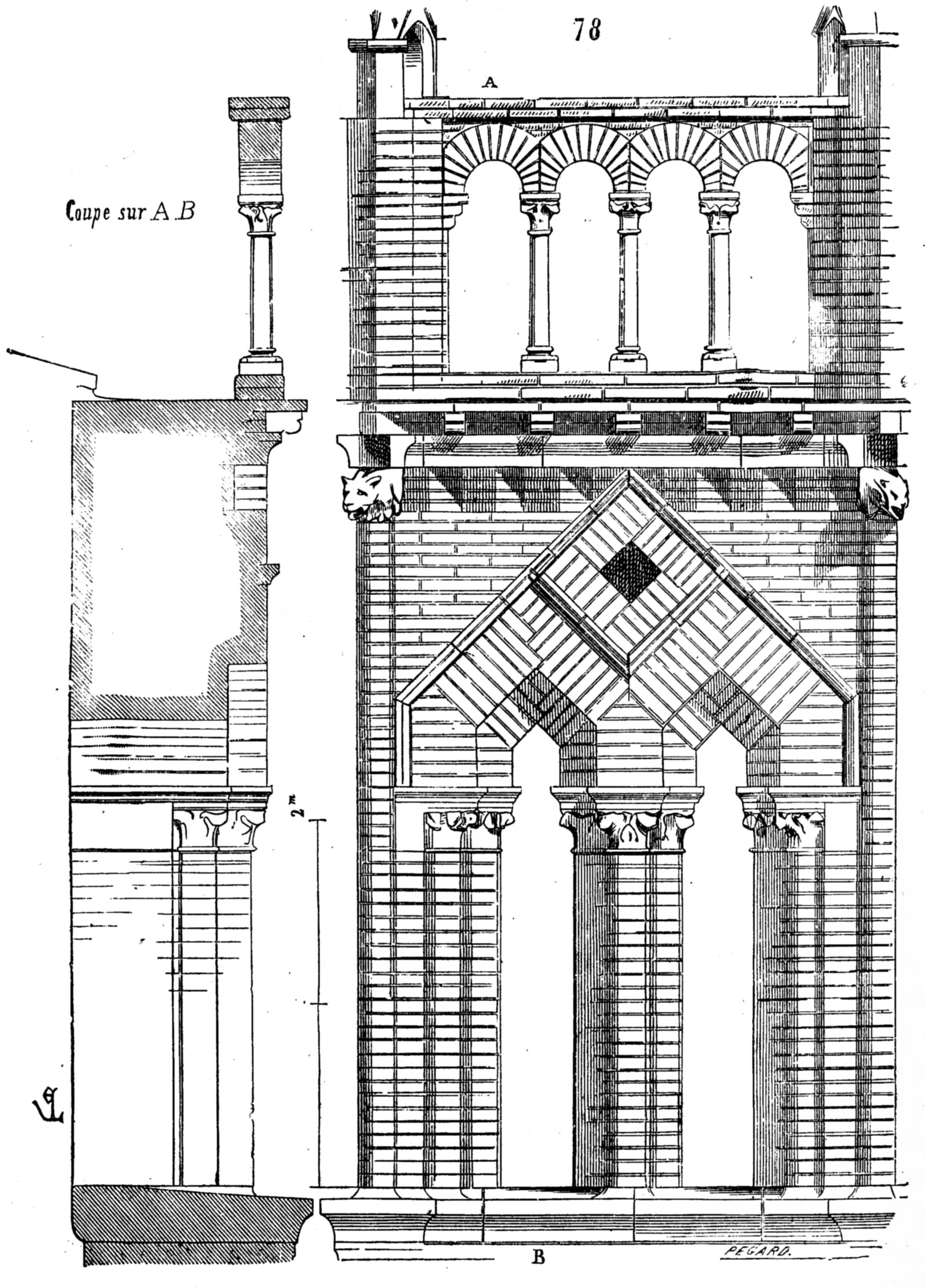
Keperboog van het Jacobijnenconvent in Toulouse, getekend door de 19e-eeuwse architect Eugène Viollet-le-Duc